# Roland Andersson (fotbollstränare)
Åke Erik Roland Andersson, född 28 mars 1950 i Malmö, är en svensk fotbollstränare och före detta fotbollsspelare. Han är bosatt i Löddeköpinge i Skåne.
Roland Andersson var från och med hösten 2004 till 2009 assisterande förbundskapten för svenska fotbollslandslaget. Andersson har tidigare tränat Malmö FF, och känner förbundskapten Lars Lagerbäck sedan studietiden vid Idrottshögskolan.
Som spelare representerade han Malmö FF och Djurgårdens IF och var med i Sveriges lag i VM i Argentina 1978.
Roland Andersson tilldelades, liksom sina lagkamrater, en miniatyrkopia av Svenska Dagbladets guldmedalj för att ha nått finalen i Europacupen för mästarlag 1979.
I januari 2010 blev det klart att Andersson skulle arbeta för MFF igen på konsultbasis. Kort därefter erbjöds Roland Andersson och Lars Lagerbäck att ta över Nigeria och leda dem under VM, vilket också blev verklighet.

## Meriter
- Assisterande förbundskapten för Nigerias herrlandslag i fotboll
- Assisterande förbundskapten för Sveriges herrlandslag i fotboll
- Tränare för Al Sha'ab Club (Förenade arabemiraten)
- Tränare för Young Boys (Schweiz)
- Tränare för FC Ittihad (Saudiarabien)
- Tränare för Qatar SC Qatar
- Tränare för Malmö FF
- Scout för det engelska landslaget under VM 2002 i Japan/Sydkorea under Sven-Göran Erikssons ledning
- Deltagare i det Malmö FF som tilldelades Svenska Dagbladets guldmedalj 1979.